# Johnny Arbid
Pour les articles homonymes, voir Arbid.
Johnny Arbid  (en arabe,  جوني عربيد ; en hébreu,  ג'וני ערביד  ; autres orthographes Jony Arbid, Jonny Irbid) est un acteur de cinéma et de télévision christian-israélien né le 24 juin 1965 .

## Filmographie
(en général sous le nom de Jony Arbid)

### Cinéma
- 2013 : Zaytoun d’Eran Riklis : Abu Fahed
- 2010 : Ha-Bilti Nishkahim de Matan Guggenheim (court métrage) : Omar (comme Johnny Arbid)
- 2008 : Pour mon père (Sof Shavua B'Tel Aviv : Week-end à Tel Aviv) de Dror Zahavi : Abed
- 2005 : Une jeunesse comme aucune autre de Vidi Bilu et Dalia Hager
- 2005 : Distorsion de Haim Bouzaglo : Terroriste
- 2005 : Laila Affel  de Leonid Prudovsky (court métrage) : Suliman (comme Johnny Arbid)
- 1998 : Trempistim d’Asher Tlalim (comme Jonny Irbid)[1]
- 1994 : Djinn  de Dana Nechushtan (court métrage)
- 1992 : Cup Final (Gmar Gavi'a) d’Eran Riklis : Fatchi (comme Johnny Arbid)
- 1984 : La Petite Fille au tambour de George Roy Hill : Deuxième garçon (comme Johnny Arbid)

### Télévision
- 2009 : Revivre de Haim Bouzaglo : Fares Gibril
- 2004 : Shalva de Haim Bouzaglo : Patient
- 2002 : 101 de Hagai Levi (mini-série TV) : Nawaf (comme Johnny Arbid)
- 1999 : Zinzana de Haim Bouzaglo : Farez
- 1998 : Escape: Human Cargo de Simon Wincer (TV) : Avocat de McDonald's (comme Johnny Arbid)
- 1997 : Kachol Amok d’Ayelet Dekel et Ori Inbar : Khaled
- 2019 : Our Boys, série